# Atarba (Atarba) megaphallus
Atarba (Atarba) megaphallus is een tweevleugelige uit de familie steltmuggen (Limoniidae). De soort komt voor in het Neotropisch gebied.